# Дикі серцем (фільм)
 «Дикі серцем» (англ. «Wild at Heart») — американський мелодраматичний фільм-трилер 1990 року, поставлений режисером Девідом Лінчем за однойменним романом Баррі Гіффорда (1989) з Ніколасом Кейджем і Лорою Дерн у головних ролях.
Фільм здобув Золоту пальмову гілку 43-го Каннського кінофестивалю 1990 року .

## Сюжет
Коханці Лула (Лора Дерн) і Сейлор (Ніколас Кейдж) виявляються розлученими після того, як Сейлор потрапляє до в'язниці, убивши з метою самооборони людини з ножем, найнятої матір'ю Лули Марієттою Форчун (Даян Ледд). Після закінчення терміну Сейлора Лула забирає його з в'язниці та вручає йому його куртку зі шкіри змії, яку він з радістю бере. Пізніше Лула і Сейлор вирішують втекти в Каліфорнію, порушивши тим самим умовне звільнення Сейлора. Мати Лули умовляє свого коханця, приватного детектива Джоні Фарго (Гаррі Дін Стентон), знайти Лулу й повернути назад. Таємно від Джоні Маріетта також звертається до закоханого в неї гангстера Марселоса Сантоси, щоб той знайшов та вбив Сейлора. Сантос погоджується, але одночасно з цим замовляє вбивство Джонні Фарго.
Не взнаючи про все це, Лула з Сейлором їдуть до Каліфорнії, поки не стають очевидцями, за словами Лули, поганого знамення: заставши наслідки автокатастрофи і єдину молоду дівчину, що вижила, (Шерілін Фенн), яка помирає прямо в них на очах. Вони приїжджають в містечко під назвою Біг Туна, Техас, де Сейлор зустрічається зі «старим другом» Пердітою Дуранго (Ізабелла Росселліні), яка може їм допомогти. Там же вони знайомляться з таким-собі Боббі Перу (Віллем Дефо). Лула дізнається, що вагітна. Під час відсутності Сейлора Боббі Перу приходить в номер до Лули і погрозами намагається схилити її до сексу, проте в останню мить, розсміявшись, йде геть. Боббі умовляє Сейлора вчинити спільно з ним пограбування, на що Сейлор в результаті погоджується. Під час пограбування Перу, несподівано для Сейлора, стріляє в клерка і говорить Сейлору, що він наступний. Але в справу втручається помічник шерифа, який двічі стріляє у Боббі, і, падаючи, той випадково відстрілює собі голову з рушниці. Сейлора заарештовують і знову саджають до в'язниці.
Через п'ять років і десять місяців Лула з сином зустрічають Сейлора. Проте Сейлор вирішує, що їм буде краще без нього та кидає їх. Пройшовши трохи, він раптом помічає, що його оточують дивні, схожі на бандитів, люди. Він зупиняється і в грубій формі запитує, що тим потрібно. Його б'ють; і доки він знаходиться у несвідомому стані, до нього являється Добра фея (Шеріл Лі), яка переконує його не відвертатися від кохання. Сейлор отямлюється, просить вибачення перед чоловіками, що побили його, кажучи, що вони дали йому урок, та кидається наздоганяти Лулу з сином. Заставши їх у дорожньому заторі, він біжить до них прямо по дахах автівок. Фільм закінчується тим, що Сейлор, стоячи на капоті, виконує для Лули пісню «Love Me Tender».

## У ролях
| • Ніколас Кейдж       | … | Сейлор Ріплі             |
| • Лора Дерн           | … | Лула Пейс Форчун         |
| • Даян Ледд           | … | Марієтта Форчун          |
| • Віллем Дефо         | … | Боббі Перу               |
| • Гаррі Дін Стентон   | … | Джонні Фаррагут          |
| • Дж. І. Фрімен       | … | Марселло Сантос          |
| • В. Морган Шеппард   | … | містер Рейндір           |
| • Кріспін Гловер      | … | кузен Делл               |
| • Грейс Забріскі      | … | Хуана Дюранго            |
| • Ізабелла Росселліні | … | Пердіта Дюранго          |
| • Шерілін Фенн        | … | дівчина в автокатастрофі |
| • Шеріл Лі            | … | добра відьма             |
| • Девід Патрік Келлі  | … | Дропшедоу                |
| • Прюітт Тейлор Вінс  | … | Бадді                    |
| • Джек Ненс           | … | Два Нулі Спул            |
| • Джон Лурі           | … | Спаркі                   |

## Знімальна група
- Автор сценарію — Девід Лінч
- Режисер-постановник — Девід Лінч
- Продюсери — Стів Голін, Монті Монтгомері, Сігуржон Сігватссон
- Виконавчий продюсер — Майкл Кун
- Оператор — Фредерік Елмс
- Композитор — Анджело Бадаламенті
- Монтаж — Дуейн Данем
- Художник-постановник — Патриція Норріс
- Художник по костюмах — Емі Стофскі
- Підбір акторів — Джоанна Рей

## Нагороди та номінації
| Нагороди та номінації фільму «Дикі серцем» | Нагороди та номінації фільму «Дикі серцем» | Нагороди та номінації фільму «Дикі серцем» | Нагороди та номінації фільму «Дикі серцем»      | Нагороди та номінації фільму «Дикі серцем» | Нагороди та номінації фільму «Дикі серцем» |
| Рік                                        | Кінофестиваль/кінопремія                   | Категорія/нагорода                         | Номінант                                        | Результат                                  |                                            |
| ------------------------------------------ | ------------------------------------------ | ------------------------------------------ | ----------------------------------------------- | ------------------------------------------ | ------------------------------------------ |
| 1990                                       | Каннський міжнародний кінофестиваль        | Золота пальмова гілка                      | Дикі серцем                                     | Перемога                                   |                                            |
| 1990                                       | Стокгольмський міжнародний кінофестиваль   | Бронзовий кінь                             | Девід Лінч                                      | Номінація                                  |                                            |
| 1991                                       | Премія «Оскар»                             | Найкраща жіноча роль другого плану         | Даян Ладд                                       | Номінація                                  |                                            |
| 1991                                       | Премія «Золотий глобус»                    | Найкраща акторка другого плану             | Даян Ладд                                       | Номінація                                  |                                            |
| 1991                                       | Премія BAFTA                               | Найкращий звук                             | Ренді Том, Річард Гімнс, Джон Гук, Девід Паркер | Номінація                                  |                                            |
| 1991                                       | Кінофестиваль «Фанташпорту»                | Приз за найкращий фільм                    | Дикі серцем                                     | Номінація                                  |                                            |
| 1991                                       | Премія «Незалежний дух»                    | Найкращий актор другого плану              | Віллем Дефо                                     | Номінація                                  |                                            |
| 1991                                       | Премія «Незалежний дух»                    | Найкращий оператор                         | Фредерік Елмс                                   | Перемога                                   |                                            |
| 1991                                       | Премія «Срібна стрічка»                    | Найкращий режисер іноземного фільму        | Девід Лінч                                      | Номінація                                  |                                            |
| 1992                                       | Премія «Йога»                              | Найкращий іноземний режисер                | Девід Лінч                                      | Перемога                                   |                                            |